# Greedy People
Greedy People är en amerikansk kriminal- och komedifilm med premiär i USA den 23 augusti 2024. Filmen är regisserad av Potsy Ponciroli, efter ett manus skrivet av Mike Vukadinovich.

## Handling
Filmen utspelar sig på en ö och kretsar kring vad som händer med invånarna när ett mord sker och 1 miljon dollar hittas jämte kroppen.

## Rollista (i urval)
- Joseph Gordon-Levitt – Terry
- Lily James – Paige
- Himesh Patel – Will
- Uzo Aduba – Murphy
- Tim Blake Nelson – Wallace
- Traci Lords – Virginia Chetlo
- Joey Lauren Adams – Bobette
- Jim Gaffigan – irländaren
- Simon Rex – Keith
- Nina Arianda – Deborah
- Neva Howell – Miss Crawford
- José María Yazpik – colombianen
- Yingling Zhu – Yu Yan